# Halmai Gábor (jogász)
Halmai Gábor (Budapest, 1951. október 2.) magyar jogász, az állam-, és jogtudományok doktora, az ELTE Társadalomtudományi Kar egyetemi tanára.

## Tanulmányai
Az I. István Gimnáziumban érettségizett 1970-ben. 1976-ban szerzett jogi diplomát az ELTE Állam- és Jogtudományi Karán, 1984-ben az állam- és jogtudomány kandidátusa címét szerezte meg, 1997-ben pedig az MTA doktora lett.

## Szakmai pályafutása
1990 és 1996 között az Alkotmánybíróságon dolgozott Sólyom László elnök főtanácsadójaként. A Közép-Európai Egyetem Emberi Jogi Programjának alapítója, vezetője. 1996 és 1998 között a Közép-európai Egyetemen oktatott, az emberi jogi programot irányította. 1996 és 2007 között a győri székhelyű Széchenyi István Egyetem tanszékvezetője. 1998-tól kezdve az Emberi Jogi Információs és Dokumentációs Központ Alapítvány (INDOK) igazgatója, a Fundamentum című emberi jogi folyóirat alapító főszerkesztője. 2001–2004 között a Soros Alapítvány kuratóriumának elnöke, 2007 és 2011 között az ELTE Társadalomtudományi Kar intézetigazgatója volt, ahol vezetésével megalakult az első magyar nyelvű emberi jogi egyetemi képzés Magyarországon, a nemzetközi tanulmányok mesterszak egyik specializációjaként.
A Bécsi Egyetem (1984), a Lausanne-i Egyetem ösztöndíjasa (1986), a Kölni Egyetem Humboldt- (1989, 1993), a Michigani Egyetem Fulbright-ösztöndíjasa (1996), a Princeton Egyetem vendégkutatója (2000-2001, 2011-2015) volt.
2006-tól az Országos Választási Bizottság elnökhelyettese. E tisztségére 2010-ben újraválasztották. 2010-ig az Európai Alapjogi Ügynökség igazgatótanácsának tagja volt.

## Kutatási területe
Összehasonlító alkotmányjog, nemzetközi emberi jogok.

## Kitüntetései
- Bibó István-díj (1998)
- A Magyar Köztársasági Érdemrend tisztikeresztje (2002)

## Megjelent művei
- Az egyesülés szabadsága. Az egyesülési jog története, Atlantisz Könyvkiadó, Budapest, 1990 (East-European Non-Fiction) ISBN 963-02-8667-X
- A véleményszabadság határai, Atlantisz Könyvkiadó, Budapest, 1994 (East-European Non-Fiction) ISBN 9637978496